# L'Équipe
L'Équipe (fransk: Holdet) er et fransk dagblad som fokuserer på sportsnyheder. Avisen er specielt kendt for sin dækning af cykling, fodbold, rugby og motorsport. Avisen kontrolleres af Amaury Sport Organisation, som også står bag Tour de France.
Avisens forgænger hed L'Auto. Tour de France blev skabt af L'Auto som et forsøg på at øge avisens oplag.